# 池上彰と考える!巨大自然災害から命を守れ
『池上彰と考える！巨大自然災害から命を守れ』（いけがみあきらとかんがえる!きょだいしぜんさいがいからいのちをまもれ）は、名古屋テレビ放送（メ〜テレ）で2012年から東海ローカルで年1回放送されている防災特別番組であり、池上彰の冠番組である。

## 概要
2011年の東日本大震災をきっかけに、2012年から年1回、池上による解説とメ〜テレの災害取材班により制作されている特別番組である。南海トラフ巨大地震をはじめとする災害対策を紹介しており、過去の災害を教訓としたドキュメンタリーとして放送されている。当番組に関して池上は「ここが危ないとか、防災はキー局では届かず地域の局だからできる」とオファーを受けたと語っている。
2014年の第3回から2017年の第6回までは『ドデスカ!』と『UP!』のタイアップとして放送されたが、それ以外の放送回においても『ドデスカ！』と『UP!』→『アップ！』の出演者がそれぞれ出演した上で放送されていた。また、セットは基本的に『ドデスカ!』もしくは『UP!』→『アップ！』のどちらかが使用されていたが、その後は当番組独自のセットに変更された。2024年は『ドデスカ!』『ドデスカ+』のタイアップとして放送され、セットも両番組のものが再び使用されるようになった。
2012年は8月の19時台（当時ローカルセールス枠）、2013年から2017年までは5月の19時台（当時ローカルセールス枠）、2018年以降は防災の日に当たる9月1日またはその日を含めた防災週間の週末午後を中心に放送されている。
朝日新聞名古屋本社と共同でイベントを開催することがある。また、メ〜テレが主催する防災イベントに出展することもある。

## 出演者

### MC（解説）
- 池上彰

### 進行
いずれも出演時点ではメ〜テレアナウンサー。
- 星恭博（2012年 - 2016年）
- 深津麻弓（2012年 - 2013年）
- 佐藤裕二（2014年）
- 徳重杏奈（2014年 - 2015年）
- 鈴木しおり（2014年 - 2019年）
- 竹田基起（2015年 - 2017年）
- 石神愛子（2016年・2020年・2022年・2023年）
- 島津咲苗（2021年・2024年）
- 濱田隼（2024年）

### コメンテーター
- 石原良純（2012年 - 2015年）
- いとうまい子（2012年 - 2014年）
- 井戸田潤（スピードワゴン、2012年 -　）
- 山田まりや（2012年）
- 渡瀬マキ（2012年）
- 竹下景子（2014年 - 2022年）
- 加藤晴彦（2015年）
- 福田彩乃（2015年）
- 浅尾美和（2016年 - ）
- 麻木久仁子（2016年）
- 江川達也（2016年 - 2017年）
- 原口あきまさ（2016年）
- スギちゃん（2017年）
- 河合郁人（A.B.C-Z、2022年・2023年）
- 向井慧（パンサー、2023年）
- かほなん（2023年）
- 犬山紙子（2024年）

## 放送内容
| 放送回 | タイトル                                                                                                 | 放送日時                            | 出典          |
| ------ | --- | ----------------------------------- | ------------- |
| 1      | 池上彰と考える！巨大自然災害から命を守れ 〜東日本大震災から南海トラフ巨大地震〜                          | 2012年8月28日（火曜） 19:00 - 19:54 | [ 8 ]         |
| 2      | 池上彰と考える！巨大自然災害から命を守れ2 〜南海トラフ巨大地震に備えよ〜                                 | 2013年5月28日（火曜） 19:00 - 19:54 | [ 9 ]         |
| 3      | ドデスカ！UP!防災スペシャル 池上彰と考える！巨大自然災害から命を守れ3 〜南海トラフ巨大地震に備えよ〜     | 2014年5月20日（火曜） 19:00 - 19:54 | [ 3 ]         |
| 4      | ドデスカ！UP!防災スペシャル 池上彰と考える！巨大自然災害から命を守れ4 〜南海トラフ巨大地震に備えよ〜     | 2015年5月4日（月曜） 19:00 - 19:54  | [ 10 ]        |
| 5      | ドデスカ!UP!防災スペシャル 池上彰と考える! 巨大自然災害から命を守れ5 〜南海トラフ巨大地震に備えよ〜      | 2016年5月2日（月曜） 19:00 - 19:54  | [ 11 ]        |
| 6      | ドデスカ！UP!池上彰と考える！巨大自然災害から命を守れ6 〜名駅前に潜む危険〜                              | 2017年5月22日（月曜） 19:00 - 19:54 | [ 4 ]         |
| 7      | ドデスカ！UP!防災スペシャル 池上彰と考える！巨大自然災害から命を守れ7 〜大阪北部地震と西日本豪雨の教訓〜 | 2018年9月1日（土曜） 13:00 - 14:25  | [ 12 ] [ 13 ] |
| 8      | 池上彰と考える！巨大自然災害から命を守れ8 〜伊勢湾台風の記憶と教訓〜                                     | 2019年9月1日（日曜） 15:20 - 16:30  | [ 14 ]        |
| 9      | 池上彰と考える！巨大自然災害から命を守れ9 〜東海豪雨20年 変わる避難と備え〜                              | 2020年8月30日（日曜） 15:20 - 16:25 | [ 1 ]         |
| 10     | 池上彰と考える！巨大自然災害から命を守れ10 〜南海トラフ地震を生き抜くには〜                              | 2021年9月5日（日曜） 15:28 - 16:55  | [ 15 ] [ 16 ] |
| 11     | 池上彰と考える！巨大自然災害から命を守れ 発生確率90％に備えよ！                                          | 2022年8月29日（水曜） 18:45 - 20:00 | [ 17 ]        |
| 12     | 池上彰と考える！巨大自然災害から命を守れ 災害とともに生きる知恵                                          | 2023年9月2日（土曜） 15:30 - 16:30  | [ 18 ]        |
| 13     | 池上彰×ドデスカ 巨大災害から命を守る 〜南海トラフ地震に備えよう！〜                                      | 2024年9月11日（水曜） 19:00 - 20:00 | [ 5 ]         |

## 書誌情報
- 池上彰・メ〜テレ報道局スタッフ『池上彰とメ〜テレが真剣に考える 南海トラフ巨大地震から命を守れ！』（KADOKAWA）2015年7月10日発売[19]、ISBN 978-4-04731-689-8